# Rocher des Fées (Cieux)

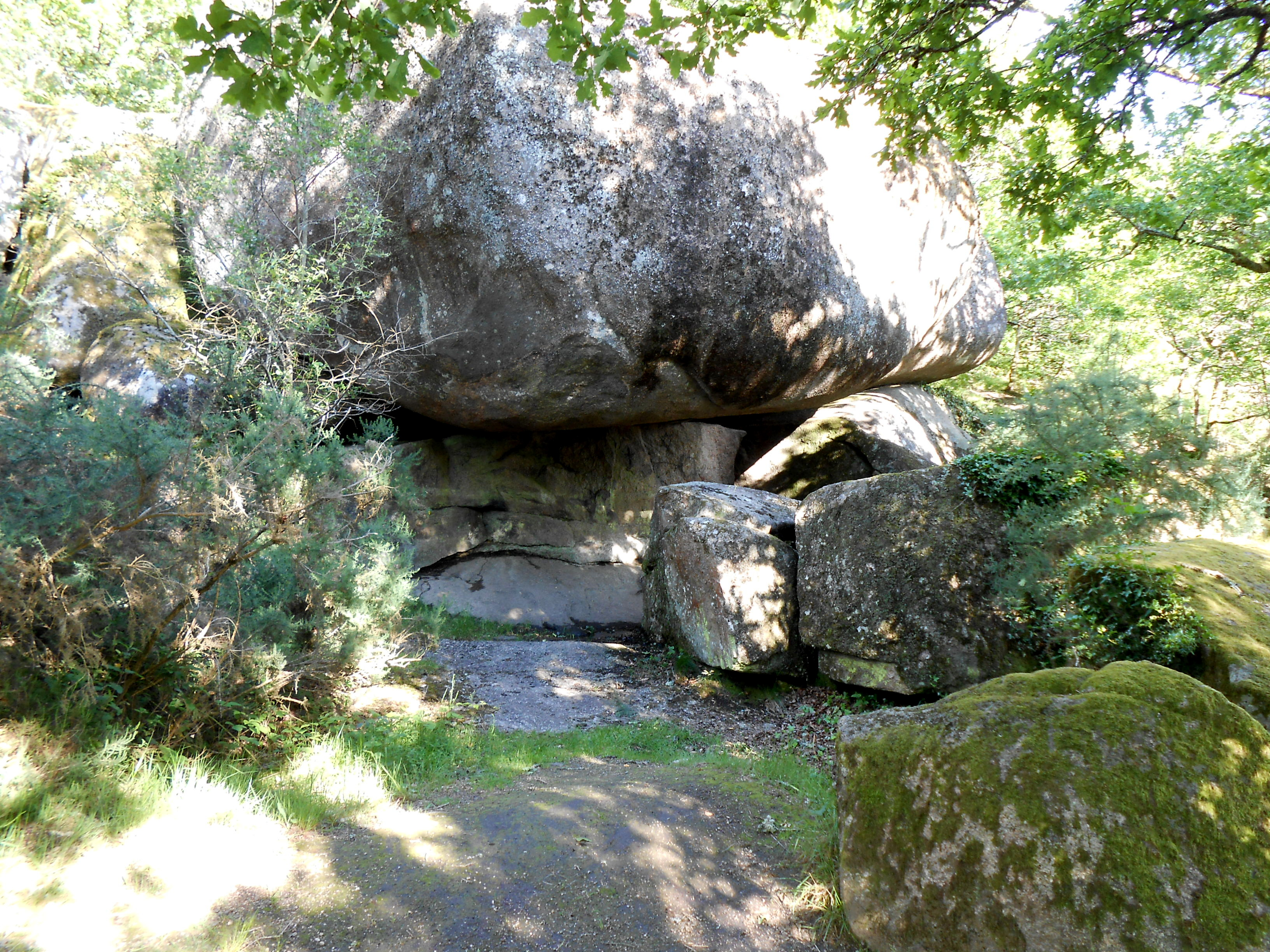
Rocher des Fées

Der Abri von Rocher des Fées (auch Grotte du Rocher des Fées genannt) liegt zwischen den Weilern Fromental und Villeforceix im „Bois du Rat“ in den Monts de Blond in Cieux bei Bellac im Norden des Département Haute-Vienne in Frankreich.
Der Abri befindet sich zwischen großen, unregelmäßigen durch Erosion geformten Blöcken von Aufschlüssen und besteht aus einem großen Block, der auf kleineren aufliegt. Ausgrabungen haben gezeigt, dass der Abri eine lange prähistorische Nutzungszeit hatte. Die gesammelten Funde und die Strukturen belegen eine Verwendung vom letzten Magdalenien bis zur Bronzezeit (10.000 bis 1.800 v. Chr.), zuletzt als Nekropole.